# جف برلین
جفری آرتور برلین (متولد ۱۷ ژانویهٔ ۱۹۵۳ ‏(۷۲ سال)) نوازنده گیتار بیس آمریکایی در سبک جاز تلفیقی است.

## زندگی‌نامه
برلین در کوئینز نیویورک در ۱۷ ژانویه ۱۹۵۳ متولد شد. او برای ده سال ویولون می‌نواخت اما زمانی که ۱۴ساله بود به شدت تحت تأثیر بیتلز قرار گرفت و گیتار بیس نواختن را شروع شروع کرد. او سپس در کالج موسیقی برکلی به تحصیل موسیقی و آموختن نواختن گیتاربیس به صورت آکادمیک نمود.
در ۳۰ اوت ۲۰۱۳، با گابریلا سیناگرا، خواننده جاز و مدرس آواز از روزاریو آرژانتین ازدواج کرد.

## سبک و قدردانی
مجله «باس‌نوازان» در نقد و بررسی آلبوم «استواری‌های خرد» اثر برلین، چنین نگاشت: «هر زمان که صحبت از او [جف برلین] به میان می‌آید به یکباره موج حامیان و منتقدان برلین صف کشیده و نظراتشان مانند چشمه از زمین می‌جوشد، قطع نظر از نظر مثبت یا منفی ایشان شکی نیست که جف برلین یکی از بزرگترین بیس نوازان عصر ماست.»
برلین در بیس‌نوازی همواره با جاکو پاستوریوس مقایسه شده و بیان شده که تحت تأثیر اوست، هر چند خود برلین بارها این تأثیر پذیرفتن و مقایسه را رد کرده‌است.